# Euphaedra hamus
Euphaedra hamus är en fjärilsart som beskrevs av Berger 1933/35. Euphaedra hamus ingår i släktet Euphaedra och familjen praktfjärilar. Inga underarter finns listade i Catalogue of Life.